# Bentarique
Bentarique és un municipi de la província d'Almeria, Andalusia. L'any 2005 tenia 275 habitants. La seva extensió superficial és d'11 km² i té una densitat de 25,0 hab/km². Les seves coordenades geogràfiques són 36° 59′ N, 2° 37′ O. Està situada a una altitud de 324 metres i a 32 quilòmetres de la capital de la província, Almeria.

## Demografia
| 1996 | 1998 | 1999 | 2000 | 2001 | 2002 | 2003 | 2004 | 2005 | 2006 |
| ---- | ---- | ---- | ---- | ---- | ---- | ---- | ---- | ---- | ---- |
| 331  | 319  | 321  | 317  | 308  | 298  | 281  | 278  | 275  | 284  |